# Eleutherococcus nanpingensis
Eleutherococcus nanpingensis är en araliaväxtart som först beskrevs av X.P.Fang och C.K.Hsieh, och fick sitt nu gällande namn av Ping Sheng Hsu och S.L.Pan. Eleutherococcus nanpingensis ingår i släktet Eleutherococcus och familjen Araliaceae. Inga underarter finns listade.